# Inderjeet Singh
Pour les articles homonymes, voir Singh.
Inderjeet Singh (né le 19 avril 1988 dans le district de Shahid Bhagat Singh Nagar) est un athlète indien, spécialiste du lancer du poids.

## Biographie
Il participe aux Universiades d'été de 2013, à Kazan en Russie, et remporte la médaille d'argent du lancer du poids avec la marque de 19,70 m, nouveau record personnel. Il remporte la médaille de bronze des Jeux asiatiques à Incheon le 2 octobre 2014.
Le 10 février 2015, il porte son record à 20,14 m à Trivandrum, puis à 20,65 m à Mangalore le 2 mai 2015. Le 3 juin 2015, il remporte le titre des Championnats d'Asie à Wuhan en 20,41 m.
Le 22 juin 2016, il résulte s'être dopé à un stéroïde anabolisant (échantillon A).

## Palmarès
| Date | Compétition           | Lieu    | Résultat | Épreuve         | Marque  |
| ---- | --------------------- | ------- | -------- | --------------- | ------- |
| 2013 | Championnats d'Asie   | Pune    | 4e       | Lancer du poids | 18,70 m |
| 2013 | Universiade           | Kazan   | 2e       | Lancer du poids | 19,70 m |
| 2014 | Jeux asiatiques       | Incheon | 3e       | Lancer du poids | 19,63 m |
| 2015 | Championnats d'Asie   | Wuhan   | 1er      | Lancer du poids | 20,41 m |
| 2015 | Universiade           | Gwangju | 1er      | Lancer du poids | 20,27 m |
| 2015 | Championnats du monde | Pékin   | 11e      | Lancer du poids | 19,52 m |

### Records
| Épreuve         | Performance | Lieu      | Date       |
| --------------- | ----------- | --------- | ---------- |
| Lancer du poids | 20,65 m     | Mangalore | 2 mai 2015 |